# Clapham North (London Underground)

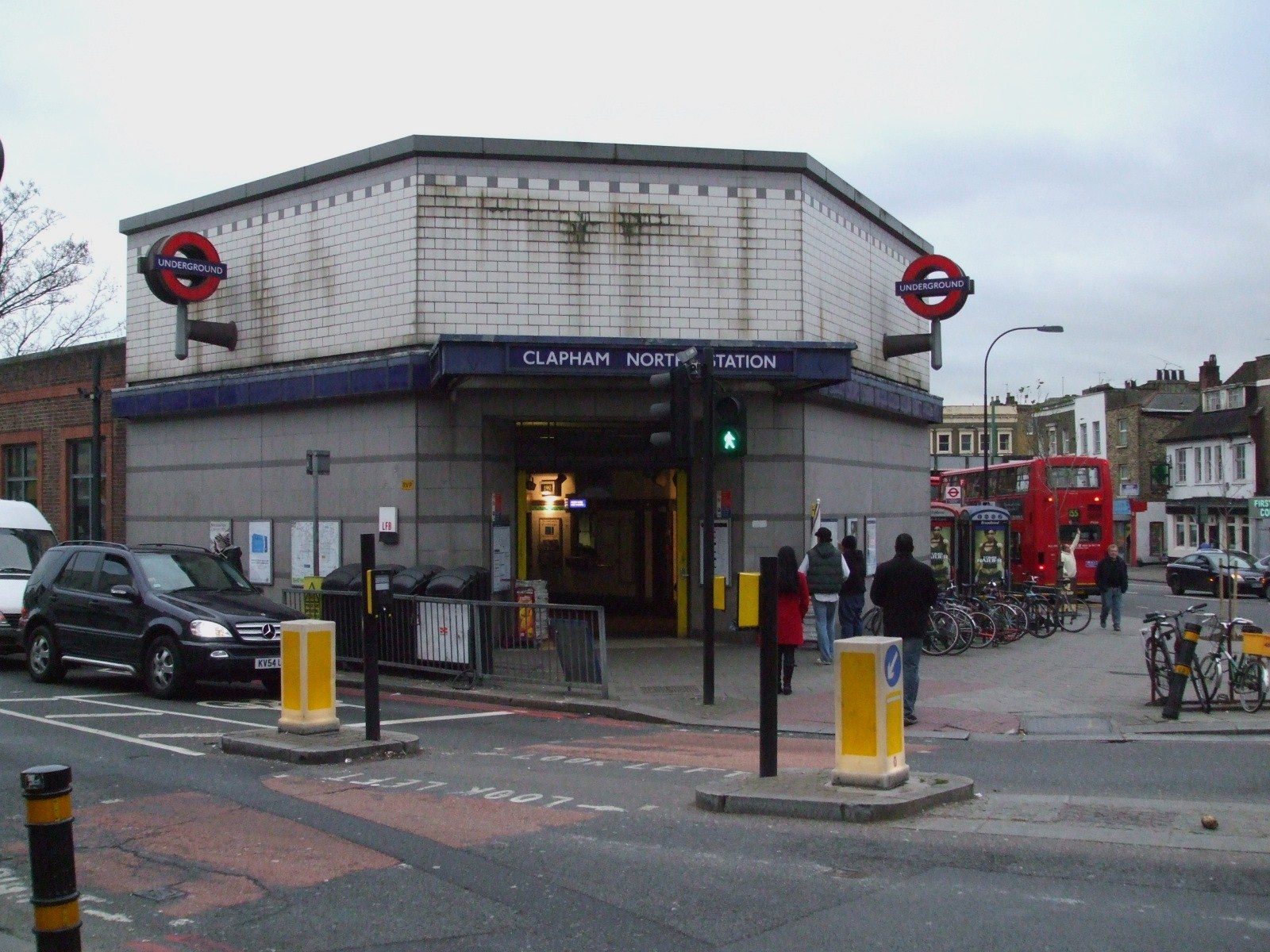
Stationsgebäude

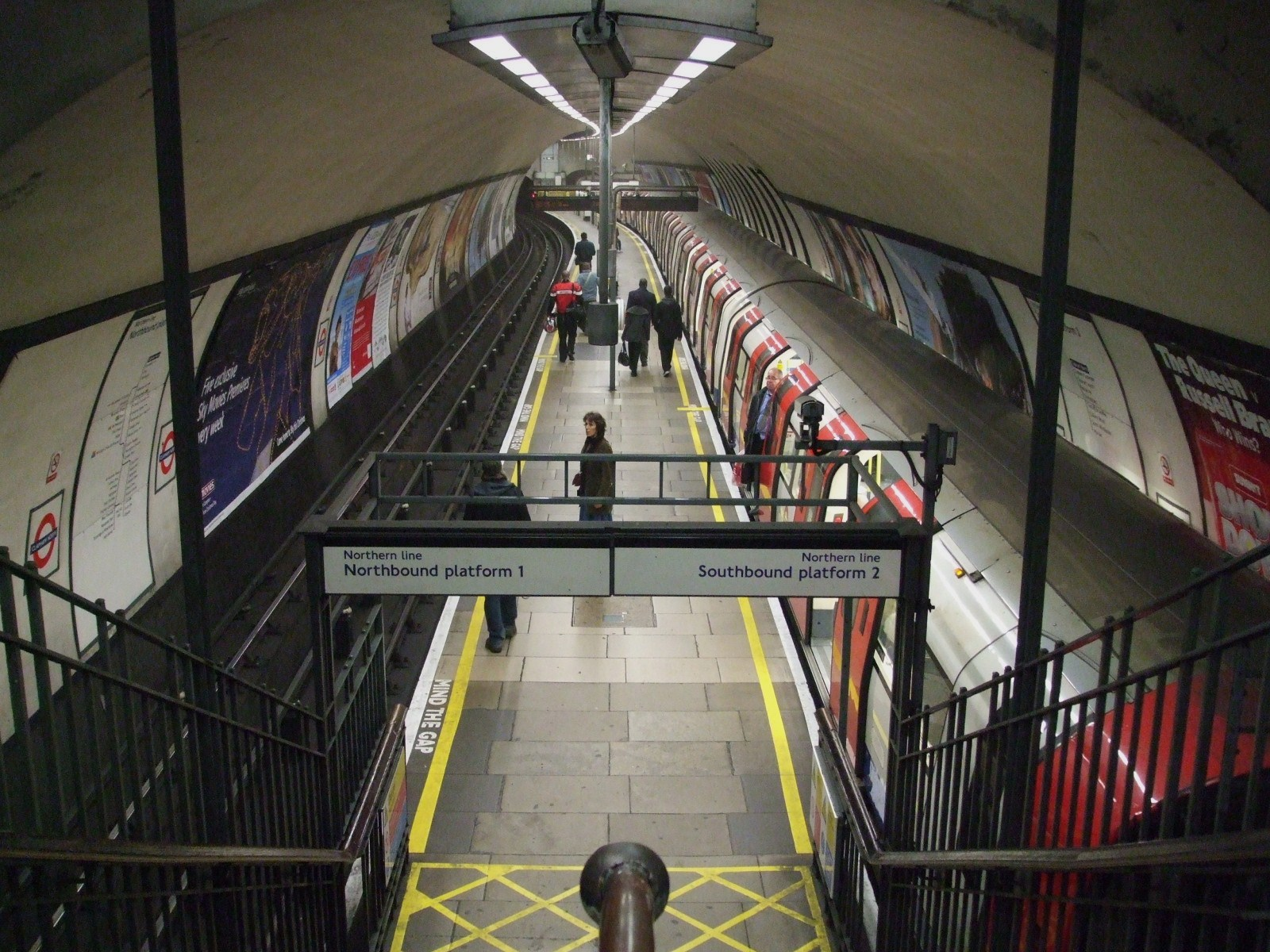
Clapham North ist eine von nur zwei Stationen mit einem Mittelbahnsteig

Clapham North ist eine unterirdische Station der London Underground im Stadtbezirk London Borough of Lambeth. Sie liegt in der Tarifzone 2 an der Kreuzung von Clapham Road, Clapham High Street und Bedford Road. Hier halten Züge der Northern Line. Im Jahr 2013 nutzten 6,17 Millionen Fahrgäste die Station. Rund hundert Meter entfernt befindet sich der Bahnhof Clapham High Street der South London Line, einem Teil des Netzes von London Overground.
Die Station wurde am 3. Juni 1900 durch die City and South London Railway unter dem Namen Clapham Road eröffnet, als Teil der Verlängerung nach Clapham Common. Im Zuge weit reichender Umbaumaßnahmen entlang der gesamten Linie war die Station vom 28. November 1923 bis zum 1. Dezember 1924 geschlossen. Damals ersetzte man auch das ursprüngliche Stationsgebäude durch einen Neubau des Architekten Charles Holden. Am 13. September 1926 erhielt die Station ihren heutigen Namen.
Neben Clapham Common ist Clapham North die einzige verbleibende Station des Röhrentyps, die einen Mittelbahnsteig besitzt; eine Bauweise, die zu Beginn des 20. Jahrhunderts entlang der Northern Line noch weit verbreitet war. Außerdem ist Clapham North eine von acht Stationen der London Underground, die während des Zweiten Weltkriegs zu einem Luftschutzbunker ausgebaut wurden.